# محمد يامور
محمد يامور (بالتركية: Mehmet Yağmur)‏ مواليد 1 يوليو 1987 في إزمير، هو لاعب كرة سلة تركي. بدأ مسيرته الاحترافية في سنة 2003. يلعب مع نادي داروشافاكا لكرة السلة كلاعب هجوم خلفي. يحمل الرقم 4. يبلغ طوله 6 قدم 1.5 بوصة (1.9 م).

## المسيرة الاحترافية
لعب مع كارشياكا من سنة 2003 إلى 2007، ثم لعب مع بشكتاش لكرة السلة في الدوري التركي من سنة 2007 إلى 2009، ثم لعب مع نادي طوفاس الرياضي في موسم 2009–2010، ثم لعب مع تورك تيليكوم في الدوري التركي في موسم 2010–2011، ثم لعب مع بشكتاش لكرة السلة في موسم 2011–2012، ثم لعب مع بشكتاش لكرة السلة في الدوري التركي في موسم 2013–2014، ثم لعب مع داروشافاكا في سنة 2014.

## إحصائيات المسيرة

### الدوري الأوروبي
| السنة   | الفريق                     | لعب | بدأ | دقيقة | ميداني% | ثلاثية | حرة  | ارتداد | صنع | استلاب | تصدي | نقطة | أداء |
| ------- | -------------------------- | --- | --- | ----- | ------- | ------ | ---- | ------ | --- | ------ | ---- | ---- | ---- |
| 2015–16 | نادي داروشافاكا لكرة السلة | 13  | 10  | 13.9  | .453    | .308   | .556 | 1.0    | 1.6 | .4     | .1   | 4.7  | 3.8  |
| المسيرة |                            | 13  | 10  | 13.9  | .453    | .308   | .556 | 1.0    | 1.6 | .4     | .1   | 4.7  | 3.8  |

## روابط خارجية
- محمد يامور على موقع الاتحاد الدولي لكرة السلة (الإنجليزية)
- محمد يامور على موقع الدوري الأوروبي لكرة السلة (الإنجليزية)
- محمد يامور على موقع كرة السلة الأوروبية.كوم (الإنجليزية)
- محمد يامور على موقع ريلجم (الإنجليزية)
- محمد يامور على موقع بروبوليرز (الإنجليزية)
- محمد يامور على موقع سبورتس رفرنس (الإنجليزية)